# Lodi (Roms tunnelbana)
Lodi är en station på Roms tunnelbanas Linea C. Stationen är belägen vid Piazza Lodi och togs i bruk år 2015. 

## Kollektivtrafik
- Järnvägsstation (Ponte Casilino)
- Busshållplats för ATAC

## Omgivningar
- Santa Croce in Gerusalemme
- Villa Fiorelli
- Giardino Fernando Masone
- Via Prenestina
- Via Casilina

### Webbkällor
- ”Metro C, il 30 aprile la consegna delle stazioni fino a piazza Lodi: "Iniziano i collaudi"”. Roma Today. 2 april 2015. http://www.romatoday.it/politica/metro-c-piazzale-lodi-30-aprile.html. Läst 21 december 2016.
- ”Metro Roma”. Urban Rail. Robert Schwandl. http://www.urbanrail.net/eu/it/rom/roma.htm. Läst 21 december 2016.